# Ixchiguan
Ixchiguan é uma cidade da Guatemala do departamento de San Marcos.